# Markusovszky-díj
A Markusovszky-díj orvosoknak odaítélt elismerés, amelyet minden évben a névadó, Markusovszky Lajos születése évfordulóján adnak át.

## Története
A díjat 1961 körül alapította az Orvosi Hetilap szerkesztősége, az Egészségügyi Dolgozók Szakszervezete és az Ifjúsági Lap- és Könyvkiadó Vállalat.

## Az eddigi díjazottak
- Balikó Zoltán hematológus, immunológus
- Bellyei Árpád ortopéd szakorvos, egyetemi tanár
- Bíró Imre szemész
- Boros Mihály sebész, aneszteziológus, egyetemi tanár
- Cserháti Endre gyermekgyógyász
- Donhoffer Szilárd	orvos, egyetemi tanár
- Fleischmann Tamás	orvos, belgyógyász
- István Lajos neonatológus, gyermekgyógyász, egyetemi tanár
- Iványi János belgyógyász, diabetológus
- Kertai Pál toxikológus, tisztiorvos, egyetemi tanár
- Keszler Pál sebész
- Kopper László orvos, patológus
- Kulka Frigyes mellkassebész, tüdőgyógyász, egyetemi tanár, orvostudományok doktora, egyetemi rektor
- László János szülész-nőgyógyász, patológus
- Nagy Zoltán ideggyógyász
- Németh György orvos, onkológus
- Nyárády Iván orvos, tüdőgyógyász
- Paraicz Ervin orvos, idegsebész
- Rétsági György belgyógyász, egyetemi tanár
- Sas Géza belgyógyász, hematológus
- Simonovits István	orvos, hematológus, egyetemi tanár, politikus
- Somogyi Endre törvényszéki orvos, egyetemi tanár
- Szabó György fogorvos
- Székely Edgár gyermekgyógyász, tüdőgyógyász
- Széplaki Sándor orvos, kardiológus
- Szilárd János neurológus, ideg- és elmegyógyász
- Szűcs Zsuzsanna belgyógyász
- Walsa Róbert neuropatológus, orvos, neurofiziológus

### 1961
- Haranghy László kórboncnok, patológus, gerontológus, egyetemi tanár

### 1962
- Földes Pál orvos, mikrobiológus
- Schuler Dezső gyermekgyógyász, egyetemi tanár

### 1963
- Besznyák István sebész, onkológus, egyetemi tanár
- Fülöp Tamás orvos	(megosztott)
- Kondor László (megosztott)
- Sas Mihály szülész-nőgyógyász, egyetemi tanár
- Ury József
- Varró Vince orvos, belgyógyász
- Viczián Antal sebész

### 1964
- Böszörményi Miklós tüdőgyógyász, egyetemi tanár
- Kovács Gábor sebész
- Rák Kálmán belgyógyász, hematológus, egyetemi tanár

### 1965
- Balázsi Imre belgyógyász, egyetemi tanár
- Budvári Róbert orvos, igazságügyi orvosszakértő, egyetemi tanár, főigazgató
- Keller László belgyógyász, egyetemi tanár, osztályvezető főorvos, lapszerkesztő
- Riskó Tibor ortopédsebész, tüdőgyógyász

### 1966
- Balázs Márta belgyógyász, egyetemi tanár, főorvos
- Hámori Artúr belgyógyász, gasztroenterológus, egyetemi tanár
- Hun Nándor belgyógyász, kórházi főigazgató
- Kamarás János gyermekgyógyász

### 1967
- Dóbis György immunológus, mikrobiológus

### 1968
- Cholnoky Péter gyermekgyógyász
- Forrai György gyermekgyógyász, humángenetikus
- Gráf Ferenc belgyógyász, hematológus
- Lapis Károly patológus, onkológus, egyetemi tanár
- Pintér József orvos, nefrológus
- Rák Kálmán belgyógyász, hematológus, egyetemi tanár

### 1969
- Ralovich Béla orvos-biológus
- Szórády István orvos, gyermekgyógyász, címzetes egyetemi tanár, farmakológus

### 1970
- Bicskey Károly színész, rendező
- Bodnár Lóránt szülész-nőgyógyász
- Czeizel Endre orvosgenetikus
- Dóbis György immunológus, mikrobiológus
- Fazekas Árpád orvostörténész, kardiológus

### 1971
- Csapó György belgyógyász, kardiológus
- Gál György sebész, nefrológus
- Imre József sebész, urológus, az orvostudományok doktora, egyetemi tanár, mb. tanszékvezető
- Korányi László belgyógyász, diabetológus
- Meskó Éva belgyógyász
- Simon László András orvos, belgyógyász

### 1972
- Bajtai Attila patológus, egyetemi tanár
- Budai József gyermekgyógyász, egyetemi tanár
- Figus Illinyi Albert belgyógyász, gasztroenterológus
- Gardó Sándor szülész-nőgyógyász, humángenetikus
- Rák Kálmán belgyógyász, hematológus, egyetemi tanár
- Schuler Dezső gyermekgyógyász, egyetemi tanár

### 1973
- Baksa József gyermeksebész
- ifj. Berentey Ernő radiológus, egyetemi tanár
- Bodosi Mihály idegsebész
- Czeizel Endre orvosgenetikus
- Csikós Mihály orvos, sebész
- Dénes Iván belgyógyász
- Dezső László orvos, jogász, igazságügyi orvosszakértő
- Gergely Mihály sebész
- Méhes Károly gyermekgyógyász, patológus, egyetemi tanár
- Papp Zoltán orvos, szülész-nőgyógyász

### 1974
- Fischer János alkalmazott matematikus
- Korányi László belgyógyász, diabetológus
- Ludwig Endre belgyógyász, farmakológus
- Szám István belgyógyász, kardiológus, farmakológus
- Szórády István orvos, gyermekgyógyász, címzetes egyetemi tanár, farmakológus

### 1975
- Bősze Péter (orvos) szülész-nőgyógyász, egyetemi tanár
- Vass László orvos, citopatológus

### 1976
- Ablonczy Pál belgyógyász
- Lozsádi Károly szívsebész, kardiológus

### 1977
- Cserhalmi Lívia belgyógyász, kardiológus
- Dénes János gyermekgyógyász, sebész-szakorvos, egyetemi docens
- Erdélyi Mihály orvos, radiológus
- Dr. Tódor Gábor, sebész főorvos

### 1978
- Babics Antal sebész-urológus, egészségügyi miniszter
- Horváth Boldizsár szülész-nőgyógyász
- Kézdi Balázs pszichológus, pszichiáter, egyetemi tanár

### 1979
- Farkas Gyula sebész
- Fráter Loránd radiológus, egyetemi tanár
- Halász Péter orvos, neurológus
- Kendrey Gábor patológus
- Korányi György gyermekgyógyász, neonatológus
- Kovács Judit, B. gyermekgyógyász
- Nagy Iván biokémikus, egyetemi tanár

### 1980
- Bagdy Emőke pszichológus
- Bánóczy Jolán fogorvos, egyetemi tanár
- Császár Gyula belgyógyász, reumatológus
- Kerekes Lajos szülész-nőgyógyász
- Rajna Péter orvos, egyetemi tanár

### 1981
- Bodnár Lóránt szülész-nőgyógyász
- Borsos Antal szülész-nőgyógyász
- Gergely Péter immunológus
- Lampé László szülész-nőgyógyász

### 1982
- Balogh Ferenc urológus, orvosigazgató, egyetemi tanár
- Berkő Péter szülész-nőgyógyász
- Kovács Gábor sebész
- Renner Antal orvos, sebész
- Sántha Andrea kézsebész
- ifj. Szénásy József orvos, gyermekgyógyász

### 1983
- Gáspárdy Géza orvos
- Kövér Béla gyermekgyógyász, egyetemi tanár
- Szebeni Ágnes belgyógyász

### 1984
- Boda Domokos gyermekgyógyász, egyetemi tanár
- Dobos Matild gyerekgyógyász, genetikus
- Kecskeméti Valéria farmakológus, orvos
- Szakmáry Éva
- Szállási Árpád orvos, orvostörténész

### 1985
- Berényi Ernő orvos
- Czappán Piroska orvos
- Donáth Tibor orvos, anatómus
- ifj. Greguss Pál biofizikus, vegyész
- Gyurkovits Kálmán gyermektüdőgyógyász, farmakológus
- Halász Péter orvos, neurológus
- Kelemen Endre belgyógyász, hematológus, egyetemi tanár
- Lakos András gyermekgyógyász, infektológus
- Lehoczky Dezső belgyógyász
- Szabó Ágnes orvos
- Szeverényi Péter orvos
- Szollár Lajos orvos, endokrinológus
- Véli Margit orvos

### 1986
- Bakó Gyula immunológus
- Baksa József gyermeksebész
- Cholnoky Péter gyermekgyógyász
- Gelléri Dezső belgyógyász, kardiológus
- Kovácsy Ákos traumatológus, kézsebész
- Körner Anna gyermekgyógyász
- Leövey András belgyógyász, immunológus
- Mestyán Gyula gyermekgyógyász, egyetemi tanár
- Nagy Endre orvos, bőrgyógyász
- Nyárády József orvos, baleseti sebész
- Simon Miklós orvos, bőrgyógyász, egyetemi tanár
- Szegedi Gyula orvos, immunológus, egyetemi tanár

### 1987
- Balázs Márta belgyógyász, egyetemi tanár, főorvos (megosztott)
- Batár István orvos (megosztott)
- Gervain Mihály urológus (megosztott)
- Havas László orvos (megosztott)
- Károvits János aneszteziológus
- Kiss László
- Kovács Ágota orvos (megosztott)
- Mohácsi László orvos (megosztott)
- Orosz Mária orvos (megosztott)
- Pálmai Szilárd orvos (megosztott)
- Szállási Árpád orvos, orvostörténész
- Tomory István orvos (megosztott)
- Toóth Éva orvos (megosztott)

### 1988
- Donáth Tibor orvos, anatómus
- Katona Zoltán gyermekgyógyász, immunológus
- Lengyel Mária belgyógyász, kardiológus
- Tulassay Tivadar orvos, nefrológus, egyetemi tanár

### 1989
- Birtalan Győző belgyógyász, orvostörténész
- Dávid Károly belgyógyász, hepatológus
- Graber Hedvig belgyógyász, klinikai farmakológus
- Harangi Ferenc bőrgyógyász, nefrológus
- Pisztora Ferenc pszichiáter
- Radó János orvos, nefrológus

### 1990
- Csernay László belgyógyász, egyetemi tanár
- Gál György sebész, nefrológus
- Schaff Zsuzsa patológus, egyetemi tanár

### 1991
- Bálint Géza reumatológus, egyetemi tanár
- Bender Tamás reumatológus
- Besznyák István sebész, onkológus, egyetemi tanár
- Blasszauer Béla jogász
- Bolodár Alajos szülész-nőgyógyász
- Csiba László neurológus, pszichiáter
- Dinya Elek matematikus
- Kapronczay Károly levéltáros, történész, politikus
- Kelényi Gábor orvos, patológus, egyetemi tanár
- Lapis Károly patológus, onkológus, egyetemi tanár
- Papp Zoltán orvos, szülész-nőgyógyász

### 1992
- Acsal László
- Balázs Anna orvos
- Classen, Meinhard
- Csanádi Zoltán orvos
- Csík Márta orvos
- Gáti István szülész-nőgyógyász, endokrinológus, egyetemi tanár
- Horváth László orvos
- Ittzésné Nagy Beáta
- Jankovics István orvos
- Lakatos Lajos gyermekgyógyász, egyetemi docens
- Lakos András gyermekgyógyász, infektológus
- Mányi Géza orvos
- Nagy Gyöngyi orvos
- Petheő István
- Somfay Attila orvos
- Szállási Árpád orvos, orvostörténész
- Szász Károly orvos
- Tomcsányi István orvos, sebész
- Vekerdy Zsuzsanna

### 1993
- Csekeő Attila tüdőgyógyász, mellkassebész
- Dávid Károly belgyógyász, hepatológus
- Fedorcsák Imre orvos, idegsebész
- Landi Anna belgyógyász
- Tarján Jenő, V. kardiológus
- Vizi E. Szilveszter orvos, agykutató, egyetemi tanár, MTA elnöke

### 1994
- Csanády Miklós belgyógyász, kardiológus, egyetemi tanár
- Dinya Elek matematikus
- Ember István Antal orvos, higiénikus

### 1995
- Angyalosné Takó Emőke
- Baranyai Marietta
- Baranyai Zsuzsa
- Brittig Ferenc patológus
- Cserhalmi Lívia belgyógyász, kardiológus
- Hunyadi János bőrgyógyász
- Kende Éva orvos, bakteriológus
- Kiss Éva
- Knolmayer Johanna
- Kónya András
- Lakatos Lajos gyermekgyógyász, egyetemi docens
- Lőcsei Zoltán
- Márk László orvos, kardiológus
- Mészáros Ágota
- Nagy Erika
- Nagy Erzsébet
- Orosz István
- Simon Miklós ifj. orvos, bőrgyógyász
- Szabó Imre orvos
- Szatmáry László János
- Tariskó Péter
- Toldy Erzsébet
- Varga László belgyógyász
- Vigvári Zoltán

### 1996
- Falus András immunológus
- Juhász László belgyógyász, gasztroenterológus
- Keltai Mátyás belgyógyász, kardiológus

### 1997
- Hídvégi Jenő orvostörténész
- Károlyi Alice tüdőgyógyász
- Katona Márta gyermekgyógyász, egyetemi tanár
- Rácz István belgyógyász
- Vécsei László orvos, neurológus, egyetemi tanár
- Zámolyi Károly orvos, belgyógyász

### 1998
- Ádám Éva gyógyszerész, virológus, egyetemi tanár
- Buda József orvos
- Ésik Olga onkológus
- Honti József orvos
- Klivényi Péter neurológus
- Nász István orvos, mikrobiológus, egyetemi tanár

### 1999
- Berentey György sebész, traumatológus, egyetemi tanár
- Bertók Lóránd állatorvos
- Cserni Gábor Zsolt patológus
- Incze Ferenc sebész, aneszteziológus
- Kapronczay Károly	levéltáros, történész, politikus
- Katona Zoltán gyermekgyógyász, immunológus
- Pálóczi Katalin orvos, immunológus

### 2000
- Iványi János László hematológus
- Lozsádi Károly szívsebész, kardiológus
- Péter Mózes radiológus, egyetemi tanár
- Szende Béla orvos, egyetemi tanár

### 2001
- Balogh Ádám sebész, egyetemi tanár
- Kármán József biológus
- Palkovits Miklós orvos, agykutató, egyetemi tanár
- Sugár Tamás szívsebész
- Tomcsányi István orvos, sebész

### 2002
- Forgács Attila klinikai szakpszichológus
- Jermendy György belgyógyász, diabetológus
- Strausz János pulmonológus, egy. tanár

### 2003
- Falus András, immunológus
- Szalai Csaba, molekuláris biológus, genetikus, MTA doktora, egyetemi tanár
- Szegedi Gyula, orvos, immunológus, egyetemi tanár

### 2004
- Fazekas Tamás orvos, kardiológus, c. egyetemi tanár
- Kásler Miklós onkológus, sebész, egyetemi tanár
- Schaff Zsuzsa patológus, egyetemi tanár

### 2011
- Kosztolányi György gyermekgyógyász, genetikus, egyetemi tanár

### 2013
- Fülesdy Béla egyetemi tanár

2020
- Bobek Ilona
- Boncz Imre
- Fülesdi Béla
- Korsós Anita
- Lakatos Botond
- Leiszter Katalin
- Mikos Borbála
- Váradi András
- Vásárhelyi Barna
- Zátroch István